# 魔毯行動 (也門)
魔毯行动（希伯來語：‎）是指1949年6月至1950年9月期间，以色列當局通過飛機將49,000名葉門猶太人接回以色列的行動。49,000名葉門猶太人中约 47,000名猶太人来自也门各地、1,500名猶太人来自亞丁、500名猶太人来自吉布提和厄立特里亚，约2,000名猶太人来自沙特阿拉伯。

## 背景
自1881年以来，一直有也门犹太人移民至巴勒斯坦地區。 1924年，葉門穆塔瓦基利亞王國统治者叶海亚·穆罕默德·哈米德丁下令禁止犹太人移民至巴勒斯坦託管地，於是一些也门犹太人先前往亚丁殖民地，然后再前往巴勒斯坦地區。 第二次世界大战开始时，巴勒斯坦地區境內约有28,000名也门犹太人。

## 反犹暴力行為
聯合國大會第181號決議通過后，亚丁殖民地的犹太人遭到穆斯林暴徒袭击，在1947年亚丁反猶骚乱中，至少有82名犹太人被殺，一些犹太人的房屋也被摧毀。  1948年初，两名也门穆斯林女孩被杀，當地人懷疑是猶太人所為，結果又有犹太人的财产遭到抢劫。 

## 外逃
以色列犹太事务局的特使雅科夫·施莱博姆（Yaakov Shraibom）于1949年被派往也门，他发现當時也门境內還有大约50,000 名犹太人，而以色列當局当时对此一无所知。雅科夫·施莱博姆很快寫信向戴维·本-古里安反映，希望以色列政府能把他們接回以色列 。戴维·本-古里安一开始還很不情愿，但最终还是決定把他們接回以色列。

## 行動後的也门境內的犹太人
1959年，又有3,000名犹太人从亚丁逃往以色列，还有人逃往美国和英国。随着1962年北也门内战爆发，也門猶太人移民潮暫時停止。截至2013年，也门境內仍有250名犹太人。
在也门出生的犹太人离开也門後會被禁止重新入境。
2020年12月，一位以色列拉比拜访了逃到阿联酋的也门犹太人。
2021年3月28日，胡塞武装將13名犹太人驅逐出境，此時只有四名年长的犹太人依然留在也门。 2022年3月，联合国表示也门境內只剩下一名犹太人。 